# Astragalus gilvus
Astragalus gilvus är en ärtväxtart som beskrevs av Pierre Edmond Boissier. Astragalus gilvus ingår i släktet vedlar, och familjen ärtväxter. Inga underarter finns listade i Catalogue of Life.